# Taylor Nelson
Taylor Kaera Nelson (Granite Bay, 3 marzo 1996) è una pallavolista statunitense, palleggiatrice del Münster.

## Carriera

### Club
La carriera di Taylor Nelson inizia nei tornei scolastici californiani, giocando per la Granite Bay HS. Dopo il diploma gioca a livello universitario con la Cal Poly, partecipando alla NCAA Division I dal 2014 al 2017.
Nella stagione 2018-19 firma il suo primo contratto professionistico con lo Slávia Bratislava, nella Extraliga slovacca, conquistando lo scudetto, venendo premiata come MVP e miglior palleggiatrice, e la coppa nazionale. Nel campionato seguente emigra invece in Germania, dove partecipa alla 1. Bundesliga con il Münster.

## Palmarès

### Club
- Campionato slovacco: 1

2018-19
- Coppa di Slovacchia: 1

2018-19

### Premi individuali
- 2019 - Extraliga: MVP
- 2019 - Extraliga: Miglior palleggiatrice